# Manfred Klapczynski

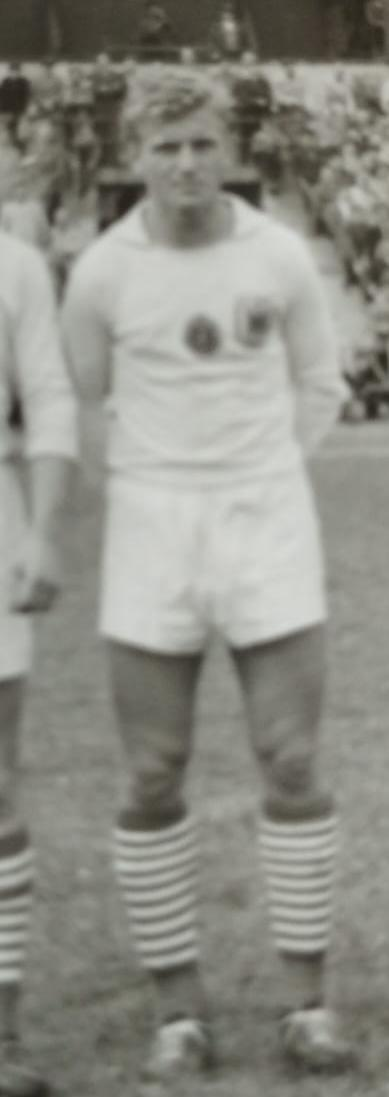
Manfred Klapczynski (1961)

Manfred Klapczynski (* 23. Februar 1939) ist ein ehemaliger deutscher Fußballspieler. Er spielte von 1960 bis 1962 in der DDR-Oberliga, der höchsten Liga im DDR-Fußball.

## Sportliche Laufbahn
Aus dem eigenen Nachwuchs kommend, wurde 21-jährige Manfred Klapczynski zur Saison 1960 (Kalenderjahr-Spielzeit) in den Spielerkader des Oberligisten SC Fortschritt Weißenfels übernommen. Vom 2. Spieltag an wurde er in der Oberliga regelmäßig als Abwehrspieler eingesetzt und bestritt bis zum Saisonende 22 der 26 Punktspiele. Als der SC Fortschritt anschließend absteigen musste, wechselte Klapczynski innerhalb der Oberliga zum SC Einheit Dresden. Dort übernahm er 1961/62 (zum Sommer-Frühjahr-Spielrhythmus mit 39 Spieltagen) die Position des linken Verteidigers, fiel aber zweimal für mehrere Wochen aus und kam so nur auf 21 Oberligaspiele. Am 14. Spieltag erzielte er in der Begegnung SC Einheit – SC Magdeburg bei der 1:3-Niederlage sein einziges Oberligator.
Der SC Einheit Dresden stieg 1962 ebenfalls aus der Oberliga ab. Danach spielte Klapczynski zwei Spielzeiten weiter für den SC Einheit, kam aber in der zweitklassigen DDR-Liga 1962/63 nur zu zwei, 1963/64 nur zu zwölf Einsätzen. 1964/65 war er nicht in der DDR-Liga vertreten. Nachdem Klapczynski drei DDR-Liga-Spiele in der Hinrunde 1965/66 für den FC Einheit absolviert hatte, wurde dessen Fußballsektion Anfang 1966 ausgegliedert und als „Fußballspielvereinigung (FSV) Lokomotive Dresden“ weitergeführt. Endlich konnte sich Klapczynski als Stammspieler durchsetzen und kam in allen 15 Rückrundenspielen zum Einsatz. Dabei wurde er stets wieder als linker Verteidiger aufgeboten. 1966/67 spielte er zum letzten Mal in der DDR-Liga, in der 22 von 30 Punktspielen bestritt. Anschließend wurde er bis 1970 noch in der 2. Mannschaft der Spielvereinigung eingesetzt. Als Freizeitfußballer spielte Klapczynski noch bei Motor TuR D-Uebigau in der drittklassigen Bezirksliga und mit Empor Dresden Mitte in der Kreisklasse.